# چشم‌گرد تنبل سوندا
چشم‌گرد تنبل سوندا (نام علمی: Nycticebus coucang) نام یک گونه از سرده چشم‌گرد تنبل است.